# سيبوسيسو زوما
سيبوسيسو زوما (بالإنجليزية: Sibusiso Zuma)‏ ، من مواليد 23 يونيو 1975 في دوربان في جنوب أفريقيا ، لاعب كرة قدم جنوب أفريقي.
و قد لعب مع منتخب جنوب أفريقيا لكرة القدم.

## روابط خارجية
- سيبوسيسو زوما على موقع الاتحاد الدولي (مؤرشف)  (الإنجليزية)
- سيبوسيسو زوما على موقع قاعدة بيانات كرة القدم.إي يو (الإنجليزية)
- سيبوسيسو زوما على موقع ناشيونال فوتبول تيمز (الإنجليزية)
- سيبوسيسو زوما على موقع Soccerway.com (الإنجليزية)
- سيبوسيسو زوما على موقع عالم كرة القدم.نت (الإنجليزية)
- سيبوسيسو زوما على موقع كووورة